# 汉口圣若瑟主教座堂
汉口圣若瑟主教座堂（英語：St. Joseph's Cathedral, Wuhan）是位于中国湖北省武汉市江岸区上海路的一座大型天主教堂，天主教汉口教区主教座堂。
1866年，当时鄂东代牧区的主教、意大利方济各会的明位笃主教将其在汉口英租界内买下的一块面积5080平方的沼泽地填平，1875年－1876年，在这块地基上建造了该堂。建筑面积1024平方米，进深40米，横26米，高22米。堂内可容2000余人。建筑风格属于罗马式。正殿后侧有一对圆形塔式钟楼。设计者是意籍教士余作宾（Angeius Vaudagna）。1923年，汉口代牧区成立，圣若瑟堂于是成为主教座堂。其侧建有主教公署。
1944年12月10日，美军飞机对武汉进行猛烈轰炸，该堂也被炸毁一部分，主教希贤也被炸死。教堂于1948年修复。
1958年3—4月，在此举行了中国天主教首次自选自圣主教仪式，自选自圣董光清为汉口教区主教。这个行动意味深远，标志中国天主教的服从对象从梵蒂冈教廷变为中国政府，此举被中国政府大力赞扬，同时被梵蒂冈谴责为严重的裂教罪行。
1966年文化大革命开始，教堂受到红卫兵严重破坏，并被其他单位占用。直到1980年4月教堂才恢复开放。2008年被公布为湖北省第五批省级文物保护单位。